# Jakob Person
Jacques „Jakob“ Person (* 1. Mai 1889 in Zabern, Reichsland Elsaß-Lothringen (heute Frankreich); † 15. Juli 1915 in Polen) war ein deutscher Leichtathlet.
Jakob Person durchlief eine Ausbildung zum Volkswirt. Neben seinem Studium betätigte er sich sportlich als Leichtathlet. Durch seine Leistungen wurde er in den Olympiakader Deutschlands berufen, um an den Olympischen Spielen 1912 in Stockholm teilzunehmen. Er trat in den Wettbewerben über 400 und 800 Meter an. Über 400 Meter erreichte er das Halbfinale. Seinen Halbfinallauf konnte er jedoch nicht beenden. Über 800 Meter schied er in der ersten Runde aus.
Während des Ersten Weltkrieges diente Person beim 7. Thüringischen Infanterie-Regiment Nr. 96. Am 15. Juli 1915 fiel er bei Kämpfen an der Ostfront in Polen.